# Pedro José Pidal y Carniado
Pedro José Pidal y Carniado (Villaviciosa, 25 de novembre de 1799 - Madrid, 28 de desembre de 1865), I Marquès de Pidal i Vescomte de Villaviciosa, fou un polític, medievalista, historiador, crític literari i diplomàtic espanyol, ministre de la Corona, senador, ambaixador a Roma, director de la Reial Acadèmia de la Història i també a acadèmic de la Llengua, benefactor del Reial Lloc de Covadonga i cavaller del Toisó d'Or. Va ser pare d'Alejandro Pidal y Mon i avi de Pedro Pidal.

## Biografia
Fill de José Pidal i Antonia Carniado, tots dos nobles però d'escassos recursos econòmics, va néixer a la ciutat asturiana de Villaviciosa el 25 de novembre de 1799 i no en 1800, com es creia. Va estudiar jurisprudència en la Universitat d'Oviedo, en el claustre de la qual es doctoraria més tard. Amb l'alçament liberal de Rafael del Riego en 1820, es va unir a la Companyia Literària amb altres professors de la seva universitat. Va contribuir a fundar El Ciudadano (Oviedo, 1820), periòdic del que també va ser redactor, i a l'any següent va dirigir El Aristarco (Oviedo, 1821). En 1822 es va llicenciar en tots dos drets i va marxar a Madrid per treballar com pasante en el famós bufet de l'advocat Cambronero i, a part de ser redactor d'El Espectador a Madrid, va participar en el recentment fundat Ateneo. Liberal, va seguir al govern a Cadis en 1823 quan van envair Espanya els Cent mil fills de Sant Lluís; no va poder tornar a Oviedo per no haver estat purificat, com es deia llavors, i solament va poder regularitzar la seva situació en 1828 (havia estat condemnat a vuit anys de presidi per ser membre de la Companyia Literària).
Després de la mort de Ferran VII en 1833 va poder tornar a ocupar càrrecs administratius en l'estat: en 1834 va ser designat alcalde major de la localitat asturiana de Cangas de Tineo, actual Cangas del Narcea, i, poc després el van nomenar jutge de Villafranca del Bierzo i de Lugo. En 1837 va obtenir el càrrec d'oïdor en l'Audiència de Pamplona i, en 1838, el de fiscal togat del Tribunal Major de Comptes, per la qual cosa es va traslladar a Madrid també com a diputat a Corts per Astúries. Va dirigir al costat de Ignacio Gironella la Revista de Madrid i va col·laborar a El Espectador i les Crónicas políticas des de 1841. Es va casar amb Manuela Mon y Menéndez i van tenir tres fills: Luis Pidal y Mon, II marquès de Pidal, Alejandro Pidal y Mon i Ramona Pidal y Mon.
Va donar nom al Pla Pidal mitjançant Reial decret de 17 de setembre de 1845: «L'ensenyament de la joventut no és una mercaderia que pugui deixar-se lliurada a la cobdícia dels especuladors, ni ha d'equiparar-se a les altres indústries en què domini només l'interès privat»; encara que també van intervenir en la seva confecció altres personalitats, com Antonio Gil de Zárate; aquest pla és el precedent més important de la decisiva reforma educativa coneguda com a Llei Moyano de 1857. En 1844 va ser nomenat ministre de la Governació pel general Ramón María Narváez, càrrec que va deixar en 1847 per tornar en 1848 com a ministre d'Estat. Va presidir el Congrés dels Diputats i va acompanyar a Narváez també en 1856. En 1857 va ser nomenat ambaixador en Roma i també va ocupar la presidència de l'Acadèmia Matritense de Jurisprudència i Legislació. Paralític des de 1859 i senador vitalici, va rebre la condecoració més important de la monarquia espanyola, el Toisó d'Or, en 1864 i va morir a Madrid el 28 de desembre de 1865; està enterrat en la Col·legiata de Covadonga.
Acadèmic de la Reial Acadèmia de la Llengua i catorzè director de la Reial Acadèmia de la Història, va fundar la Revista de Madrid (1838-1845), va sostenir la paternitat de Juan de Valdés sobre el Diálogo de la lengua en article inserit a Revista Hispanoamericana (1848). Sota el títol Colección de poesías castellanas anteriores al siglo XV (1841) editó la Disputa del alma y el cuerpo, Vida de Santa María Egipciaca, Libro de Apolonio i Adoración de los Reyes Magos. També edità el Cancionero de Baena (1851) amb un important pròleg, De la poesía castellana en el siglo XIV. És autor d'una Historia de las alteraciones de Aragón en el reinado de Felipe II (1862-1863). Part dels seus treballs són recollits en els pòstums Estudios literarios (1890-1896) en dos volums, que acull també algunes anotacions autobiogràfiques. Va deixar en morir una important biblioteca, en la qual figurava el còdex del Cantar de Mio Cid.
Va ostentar els títols de Gentilhome de Sa Majestat, Cavallerr de l'Orde del Toisó d'Or, Gran creu de l'Orde de Carles III, de la de Sant Ferran i del Mèrit de Nàpols, de la Pontifícia de Pius IX, de la del Lleó Neerlandès, de les de Crist i Vila Viçosa de Portugal, de la de Leopold de Bèlgica, de la de Sant Maurici i Sant Llàtzer de Sardenya, de la de Sant Alexandre de Rússia, de la de la Legió d'Honor de França, de la de Leopold d'Àustria, de la de Nischam Iftijar de Turquia, de la del Sol i el Lleó de Pèrsia.

## Obres
- Ocios de mi edad juvenil, Oviedo, 1818.
- Edición del Cancionero de Baena (1851)
- Colección de poesías castellanas anteriores al siglo XV (1841)
- Historia de las alteraciones de Aragón en el reinado de Felipe II (1862-1863)
- Estudios literarios (1890-1896), 2 vols.
- Philippe II, Antonio Pérez et le royaume d'Aragon, 1867.
- Alegación histórico-jurídica en el pleito entre el Excmo. Sr. Marqués de Bélgida, conde de la Gomera, y el señor Fiscal del Tribunal Supremo de Justicia, sobre incorporación a la Corona de las Islas de la Gomera, Hierro, Lanzarote y Fuerte–Ventura, sitas en las Canarias
- Colección de documentos inéditos para la Historia de España (tomos 25 al 47).